# Аль-Хатиб аль-Багдади
Абу Бакр А́хмад ибн Али́ аль-Багда́ди по прозвищу аль-Хати́б аль-Багда́ди (араб. الخطيب البغدادي‎; 1002, Газийя — 1072, Багдад) — средневековый мусульманский учёный-историк, хафиз.

## Биография
Его полное имя: Абу Бакр Ахмад ибн Али ибн Сабит ибн Ахмад ибн Махди аш-Шафии. Он родился в городе Газийя (араб. غَزيّة‎), который находится на полпути между Куфой и Меккой. Жил и умер в Багдаде.
Обучался в Мекке, Басре, Куфе и других центрах мусульманской мысли. По возвращении в Багдад стал приближенным Ибн Мусаллямы, аббасидского визиря, который его очень ценил.
В 1069 году он направляется в Шам, посещает Дамаск, Алеппо, затем Триполи. Вскоре его постигает смертельная болезнь, и он завещает всё своё имущество и книги на благотворительность, а также другим мусульманским учёным.